# Gare Part-Dieu - Vivier Merle (métro de Lyon)
Pour les articles homonymes, voir Part-Dieu (homonymie) et Vivier-Merle.
Gare Part-Dieu - Vivier Merle, ou Part-Dieu, est une station de métro française de la ligne B du métro de Lyon, située boulevard Vivier-Merle à proximité de la gare de Lyon-Part-Dieu, dans le quartier de La Part-Dieu dans le 3e arrondissement de Lyon, préfecture de la région Auvergne-Rhône-Alpes.
Elle est mise en service en 1978, lors de l'ouverture à l'exploitation de la ligne B. La station Part-Dieu est très fréquentée du fait de la gare de Lyon-Part-Dieu, du centre commercial Westfield La Part-Dieu qui se trouve au-dessus de la station, ainsi que des nombreuses correspondances en bus et tramway.

## Situation ferroviaire
La station Gare Part-Dieu - Vivier Merle est située sur la ligne B du métro de Lyon, entre les stations Place Guichard - Bourse du Travail et Brotteaux. Elle est notée « Part-Dieu » sur les quais du métro. À bord des rames MPL 75, elle était dite « Part-Dieu, Gare SNCF » dans l'annonce vocale d'arrivée du métro.

## Histoire
La station « Gare Part-Dieu - Vivier Merle » est mise en service le 2 mai 1978, lors de l'ouverture officielle de l'exploitation de la ligne B du métro de Lyon, de celle-ci à la station de Charpennes - Villeurbanne. Elle ne restera terminus que durant trois ans, jusqu'au prolongement de la ligne B à Jean Macé le 14 septembre 1981.
La station Part-Dieu a été la première à être construite, car elle est située dans les sous-sols du centre commercial de La Part-Dieu, inauguré le 8 octobre 1975, mais dont la partie métro a vu ses travaux de génie civil s'achever par une inauguration le 14 mai 1973 par le maire Louis Pradel et a marqué pour le public le début de la réalisation du métro.
Elle a servi à définir l'aménagement des autres stations d'origine du métro lyonnais, et possède des dimensions de 104 mètres de longueur et de 30 mètres de large,. Mais l'ajout tardif de la gare de Lyon-Part-Dieu au projet du quartier fait que la station de métro se retrouve à plus de 200 mètres de la gare ce qui rend les correspondances difficiles et pour tenter de pallier ce problème, un couloir de correspondance débouchant devant la gare a été créé en 1983 et décoré à une de ses extrémités par une mosaïque de Jean Fiton. Ce couloir n'a été équipé de trottoirs roulants que 13 ans plus tard le 22 décembre 1997.
Il n'y a pas de personnel, des automates permettent l'achat et d'autres le compostage des billets. Elle équipée d'origine d'ascenseurs pour les personnes à mobilité réduite et a été équipée de portillons d'accès le 22 juin 2005.
Elle a été l'une des rares stations à conserver sa décoration d'origine jusqu'aux années 2010, et plus précisément en 2013 : le bandeau-caisson orange et les portes des locaux techniques orange et les piliers de couleur bleu ciel ont été repeints en gris et les murs sont passés du blanc cassé au jaune coquille d'œuf.
Entre janvier 2016 et l'été 2016, la station Part-Dieu a fait l'objet d'une rénovation pour un montant d'un million d'euros, réalisé par le cabinet Metropolis Architectes Associés, déjà chargé des rénovations des stations Bellecour, Charpennes - Charles Hernu et Hôtel de Ville - Louis Pradel. La rénovation consiste à augmenter la luminosité et l'impression d'espace grâce à un recarrossage de la station avec des panneaux blancs avec une frise de motifs noirs inspirés du travail de Étienne-Jules Marey, un des pionniers de la photographie, sur la chronophotographie mais aussi de photographies en noir et blanc en référence à l'histoire et au patrimoine cinématographique lyonnais,. Enfin, le nombre de sièges est réduit au profit d'appuis ischiatiques afin de gagner de la place. Ces travaux, réalisés de nuit, s'inscrivent dans la politique générale de modernisation du patrimoine du réseau TCL initiée par le SYTRAL.
Le 23 février 2018, en vue du réaménagement souterrain de la place Béraudier, est inauguré un nouvel accès à la station au niveau du 39 boulevard Vivier-Merle.

## Service des voyageurs

### Accueil
La station compte quatre accès :

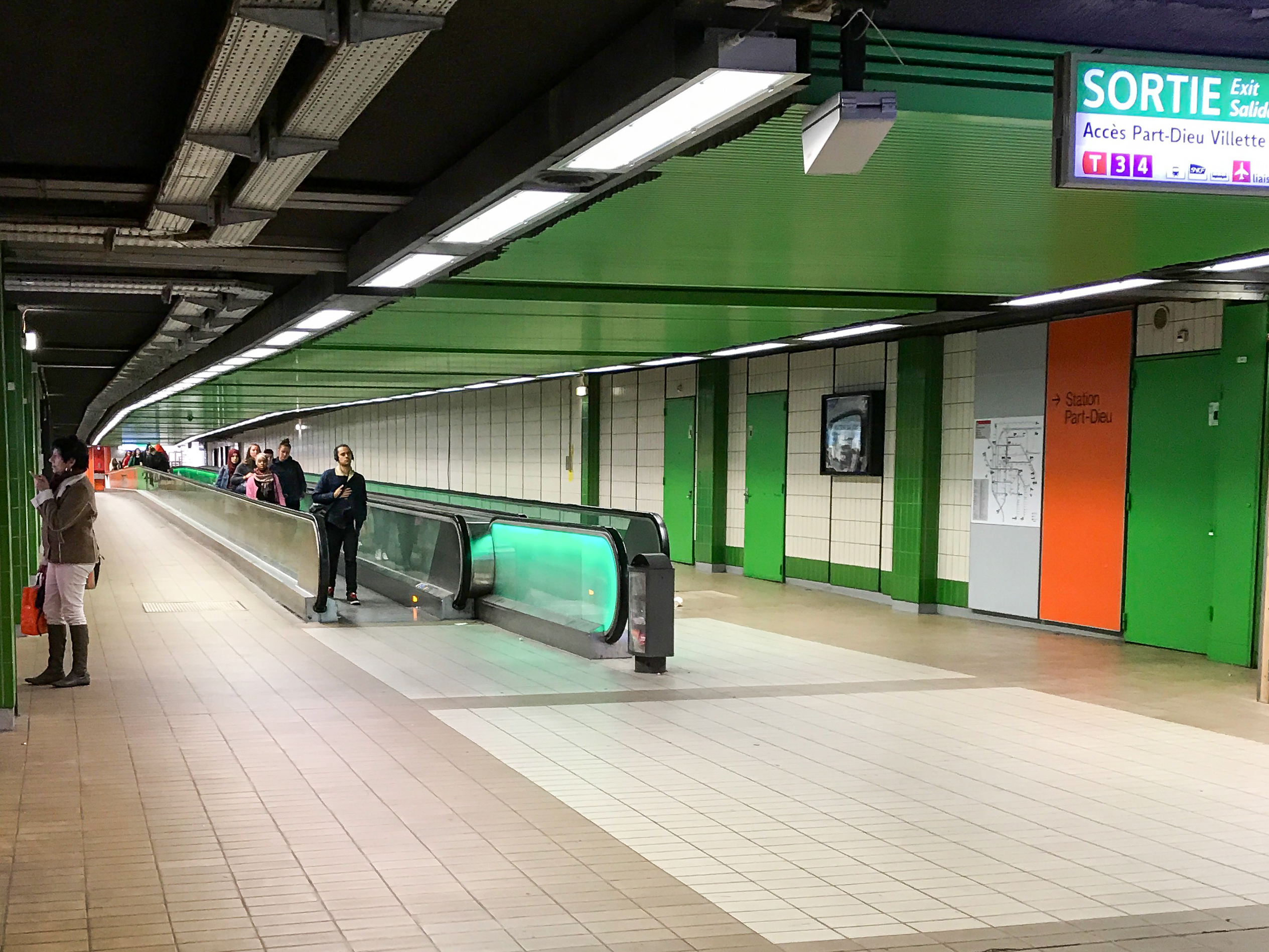
L'ancien couloir de correspondance en direction de la gare de Lyon-Part-Dieu

- Au niveau -1 dans le sous-sol du centre commercial Westfield La Part-Dieu, avec des escaliers et des escaliers mécaniques dans les deux sens pour chaque quai.
- Au 33 boulevard Vivier-Merle vers l'agence commerciale TCL, avec un escalier, et l'ascenseur pour le quai direction Charpennes - Charles Hernu situé dans un pilier de l'immeuble à côté de l'escalier.
- Au 39 boulevard Vivier-Merle, avec deux escaliers mécaniques, un escalier, et l'ascenseur pour le quai direction Saint-Genis-Laval Hôpital Lyon Sud situé dans un pilier de l'immeuble à côté de l'escalier. C'est l'accès dédié principalement à la gare SNCF, il a été ouvert le 23 février 2018 à la suite de la fermeture temporaire de l'accès depuis la place Charles-Béraudier devant la gare SNCF.
- L'accès depuis la place Charles-Béraudier donnait accès à la gare SNCF au bout d'un long couloir de correspondances équipé de trottoirs roulants. Il fut fermé le 23 février 2018 pour les travaux de réaménagement de la place et de la gare,  et rouvert le 11 avril 2025 avec l'ouverture de la nouvelle place basse Béraudier[11].

Elle dispose dans chacun des accès de distributeur automatique de titres de transport et de valideurs couplés avec les portillons d'accès.

### Desserte
Gare Part-Dieu - Vivier Merle est desservie par toutes les circulations de la ligne.

### Intermodalité
La station est associée à une gare routière et à la gare de Lyon-Part-Dieu, ce qui en fait un pôle multimodal majeur, réparti sur le boulevard Vivier-Merle entre la gare et le centre commercial et de l'autre côté de la gare via la station de tramway Gare Part-Dieu - Villette.
La station Gare Part-Dieu - Vivier Merle située sur le boulevard Vivier-Merle est séparée en deux morceaux de part et d'autre de la rue Servient. On y retrouve la ligne de tramway T1 ouverte en 2001, les lignes de trolleybus C1, C2 et C13 et les lignes de bus C6, C7, C9, C25, 25, 38 et 70.
De l'autre côté de la gare on retrouve la station Gare Part-Dieu - Villette, accessible en la traversant. On y retrouve les lignes de tramways T3 (depuis 2006), T4 (depuis 2013) et Rhônexpress (depuis 2010) et la ligne de bus C9 sur l'avenue Georges Pompidou. On y retrouve aussi la gare routière de la ligne Cars Région Express X75 et des cars TER.
Enfin au nord de la gare au croisement avec le cours Lafayette, on retrouve la station Part-Dieu - Jules Favre desservie par les lignes de trolleybus C3, C13 (à sens unique) et C23 passant sur le cours et par les lignes de C1 et C2 ainsi que les lignes de bus bus C6, et 70 remontant vers les Brotteaux. La nuit, la ligne de bus Pleine Lune PL1 est de passage.
Outre les rues et places avoisinantes, elle permet de rejoindre à pied différents sites, notamment : le centre commercial de La Part-Dieu, l'auditorium Maurice-Ravel, la bibliothèque municipale et de nombreux autres équipements du quartier de La Part-Dieu, dont les sièges de Keolis Lyon et de SYTRAL Mobilités.

## Œuvre d'art
La station compte depuis 1983 une œuvre d'art située dans le couloir de correspondance entre la station et la gare de Lyon-Part-Dieu.
Il s'agit de l'œuvre baptisée « Mosaïque », réalisée par Jean Piton, qui est composée d'un trame d'acier de carreaux colorés formant une mosaïque.